# 田下憲雄
田下 憲雄（たおり のりお、1947年 - ）は日本のマーケティング・リサーチャー。インテージホールディングス会長や、日本マーケティング・リサーチ協会会長を務めた。 

## 人物・経歴
岐阜県瑞穂市出身。1972年一橋大学社会学部卒業、社会調査研究所（現インテージホールディングス）入社。1994年取締役調査事業本部副本部長。1999年常務調査事業本部長。
2000年インテージ（現インテージホールディングス）代表取締役社長。2005年日本マーケティング・リサーチ協会会長。2011年インテージ代表取締役会長兼グループCEO。2014年インテージホールディングス相談役。日本マーケティング・リサーチ協会顧問、日本マーケティング学会評議員。
長年マーケティングリサーチ業界最大手トップなどとして、世界進出などを進め、パネル調査の導入などにより業界の変革を行った。作家の田下啓子は妻。

## 著作
- 「インテリジェンスで時代を開く新しいビジネス」クオリティマネジメント 54(8) (通号 705) 2003年
- 「トップへのインタビュー インテージ代表取締役社長 田下憲雄」資本市場 / 資本市場研究会 [編]  (通号 241) 2005年
- 「「意思決定」支援のインテリジェンスプロバイダー」りそなーれ 3(3) 2005年
- 「市場調査の今を語り、世論調査の今を論ず」日本世論調査協会報 (107) 2011年
- 「リサーチ・プロフェッショナルへの道」マーケティング・リサーチャー (119) 2012年
- 「開眼の瞬間」マーケティング・リサーチャー (124) 2014年
- 「会社は社員を犠牲にしない」彩流社 2024年